# Мартин Буцер
Мартин Буцер (нім. Martin Bucer або Butzer; 11 листопада 1491, Шлеттштадт — 1551, Кембридж) — церковний реформатор.
З 1505 року був католицьким монахом-домініканцем, в 1517 році був переведений в Гейдельберг, що дозволило йому навчатися в місцевому університеті. Знавець грецької і єврейської мов. Після особистого знайомства з Лютером став затятим послідовником Реформації. Залишивши орден, одружився з колишньою черницею і став пастором в Ебернбурзі. З 1523 року очолював проведення реформації в Страсбурзі, де протягом багатьох років був найбільш авторитетним богословом, так що ім'я Буцера стало прапором реформації в цьому місті.
У 1549 році через зіткнення з властями міста був змушений покинути Страсбург і на запрошення архієпископа Томаса Кранмера назавжди перебратися до Англії.
У 2001 році поштове відомство Німеччини випустило поштову марку в пам'ять про Мартіна Буцера.